# Antonov An-28
Antonov An-28 (tên ký hiệu của NATO: "Cash") là một máy bay vận tải hạng nhẹ hai động cơ, được phát triển từ loại Antonov An-14M. Nó đã chiến thắng trong cuộc cạnh tranh với Beriev Be-30 để trở thành loại máy bay chở khách tầm ngắn của Aeroflot. Nó bay lần đầu vào năm 1969.
Tổng cộng 191 chiếc đã được chế tạo và 68 chiếc vẫn đang hoạt động hàng không cho tới tháng 8 năm 2006.
Sau một loạt các mẫu thử nghiệm do Antonov chế tạo, An-28 đã được cấp phép chế tạo tại Ba Lan bởi PZL-Mielec-Mielec. Năm 1993, PZL-Mielec đã phát triển biến thể cải tiến của riêng họ, chiếc PZL M-28 Skytruck.

## Phát triển
An-28 tương tự với An-14 về nhiều chi tiết, gồm cấu trúc cánh và bánh lái đuôi mỏng nhưng có thân được mở rộng hơn và có động cơ phản lực cánh quạt, thay cho động cơ cánh quạt piston của An-14. An-28 bay lần đầu tiên với tư cách như một chiếc An-14 cải tiến vào năm 1969. Mô hình tiền sản xuất tiếp theo không được bay thử nghiệm cho đến năm 1975. Trong cấu hình vận chuyển hành khách, nó chỉ có thể chở được 15 người, ngoài phi hành đoàn 2 người..
Công việc sản xuất được chuyển giao cho PZL-Mielec năm 1978. Chiếc máy bay đầu tiên do Ba Lan chế tạo mãi tới năm 1984 mới cất cánh. An-28 cuối cùng cũng nhận được chứng nhận kiểu dáng của Liên Xô năm 1986.

## Các phiên bản
- An-14A: Tên gọi ban đầu của Antonov cho một máy bay An-14 mở rộng có hai động cơ phản lực cánh quạt.
- An-14M: Nguyên mẫu.
- An-28: Máy bay vận tải thông dụng tầm ngắn hai động cơ.
- An-28RM Bryza 1RM: Máy bay tải thương, tìm kiếm cứu nạn và nghiên cứu.
- An-28TD Bryza 1TD: Phiên bản vận tải.

## Các quốc gia sử dụng

### Dân sự
68 chiếc Antonov An-28 hiện nay vẫn đang hoạt động trong các công ty hàng không dân dụng bao gồm: 
- Avluga-Trans (11)
- Kyrgyzstan
  - Kyrgyzstan Airlines (5)
- Moldova
  - Tepavia Trans (4)
- Nga
  - Vostok Airlines (5)
- Suriname
  - Blue Wing Airlines (5)
- Tajikistan
  - Tajik Air (8)
- 21 hãng khác cũng sử dụng một số lượng nhỏ loại máy bay này.[2]

### Quân sự
- Djibouti
  - Không quân Dijbouti (1)
- Perú
  - Quân đội Peru(2)
- Việt Nam
  - Không quân Nhân dân Việt Nam - 6 chiếc

### Không còn sử dụng
- Liên Xô
  - Aeroflot.

## Thông số kỹ thuật An-28)

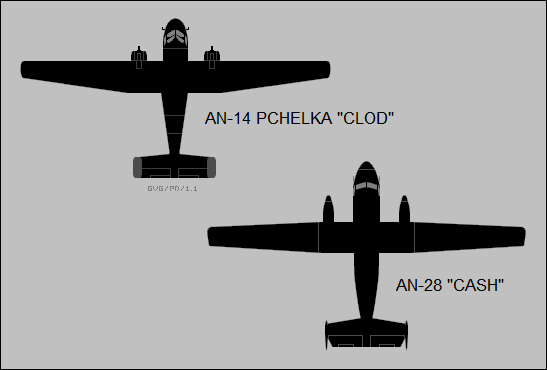
An-14 và An-28

Airliners.net

### Đặc điểm riêng
- Phi đoàn: 1-2
- Sức chứa: 18 hành khách
- Chiều dài: 12.98 m (42.57 ft)
- Sải cánh: 22.00 m (72.18 ft)
- Chiều cao: 4.6 m (15.08 ft)
- Diện tích cánh: 39.7 m² (427 ft²)
- Trọng lượng rỗng: 3.900 kg (8.600 lb)
- Trọng lượng cất cánh: 5.800 kg (13.000 lb)
- Trọng lượng cất cánh tối đa: 6.100 kg (13.450 kg)
- Động cơ: 2× động cơ phản lực cánh quạt Glushenkov TVD-10B hoặc Pratt & Whitney Canada PT6A-6

### Hiệu suất bay
- Vận tốc cực đại: 355 km/h (190 knots, 220 mph)
- Tầm bay: 510 km (270 nm, 320 mi)
- Trần bay: 6.000 m (19.700 ft)
- Vận tốc lên cao: 12.0 m/s (2.360 ft/min)
- Lực nâng của cánh: 146 kg/m² (29.9 lb/ft²)
- Lực đẩy/trọng lượng: 250 W/kg (0.15 hp/lb)

## Nội dung liên quan

### Máy bay có cùng sự phát triển
- Antonov An-14
- Antonov An-38
- PZL M-28 Skytruck

### Máy bay có tính năng tương đương
- De Havilland Canada DHC-6 Twin Otter
- Dornier 228
- GAF Nomad
- Harbin Y-12
- IAI Arava
- LET L-410 Turbolet
- Shorts SC.7 Skyvan

### Trình tự thiết kế
An-22 -
An-24 -
An-26 -
An-28 -
An-30 -
An-32 -
An-38

### Danh sách
- Danh sách máy bay chở khách
- Danh sách máy bay dân sự Liên bang Xô viết và CIS